# Lu Xun Park

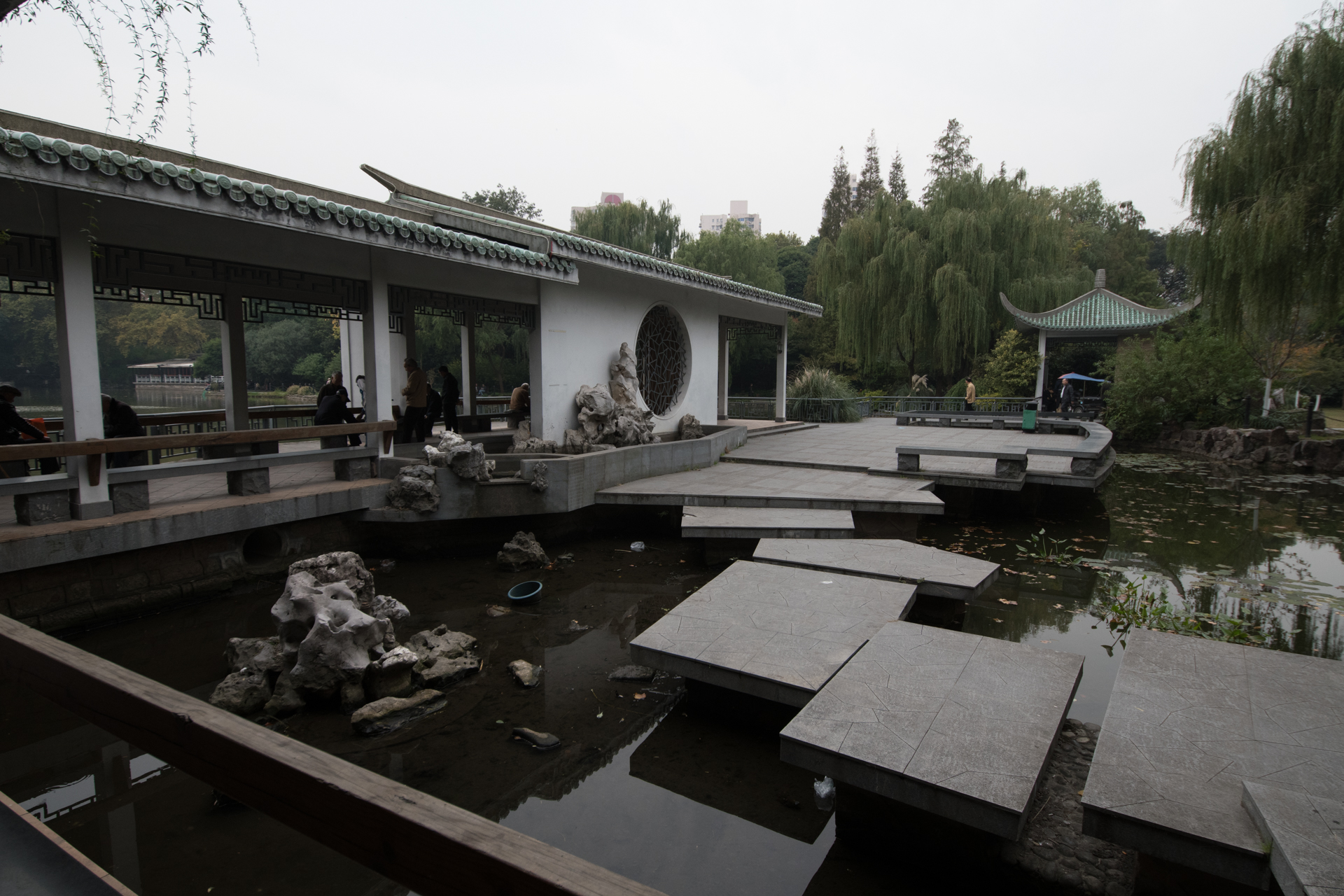
Te-Li-Ming-Teehouse im Lu Xun Park

Der Lu Xun Park (chinesisch 鲁迅公园, Pinyin Lǔ Xùn Gōngyuán; früher: Hongkou (Hongkew) Park) ist ein Stadtpark im Stadtbezirk Hongkou von Shanghai in der Volksrepublik China.

## Lage
Der Park befindet sich an der Ost-Jiangwan-Straße, direkt hinter dem Hongkou-Stadion. Das Gelände wird von der Guangzhong-Straße im Norden, der Ouyang-Straße im Nordosten, der Tian'ai-Straße im Südosten, der Sichuan-Nord-Straße im Süden und der Ost-Jiangwan-Straße im Westen begrenzt. Der Lu Xun Park liegt nördlich der Duolun-Straße, einer historischen Straße, die heute eine autofreie Zone ist.

## Geschichte

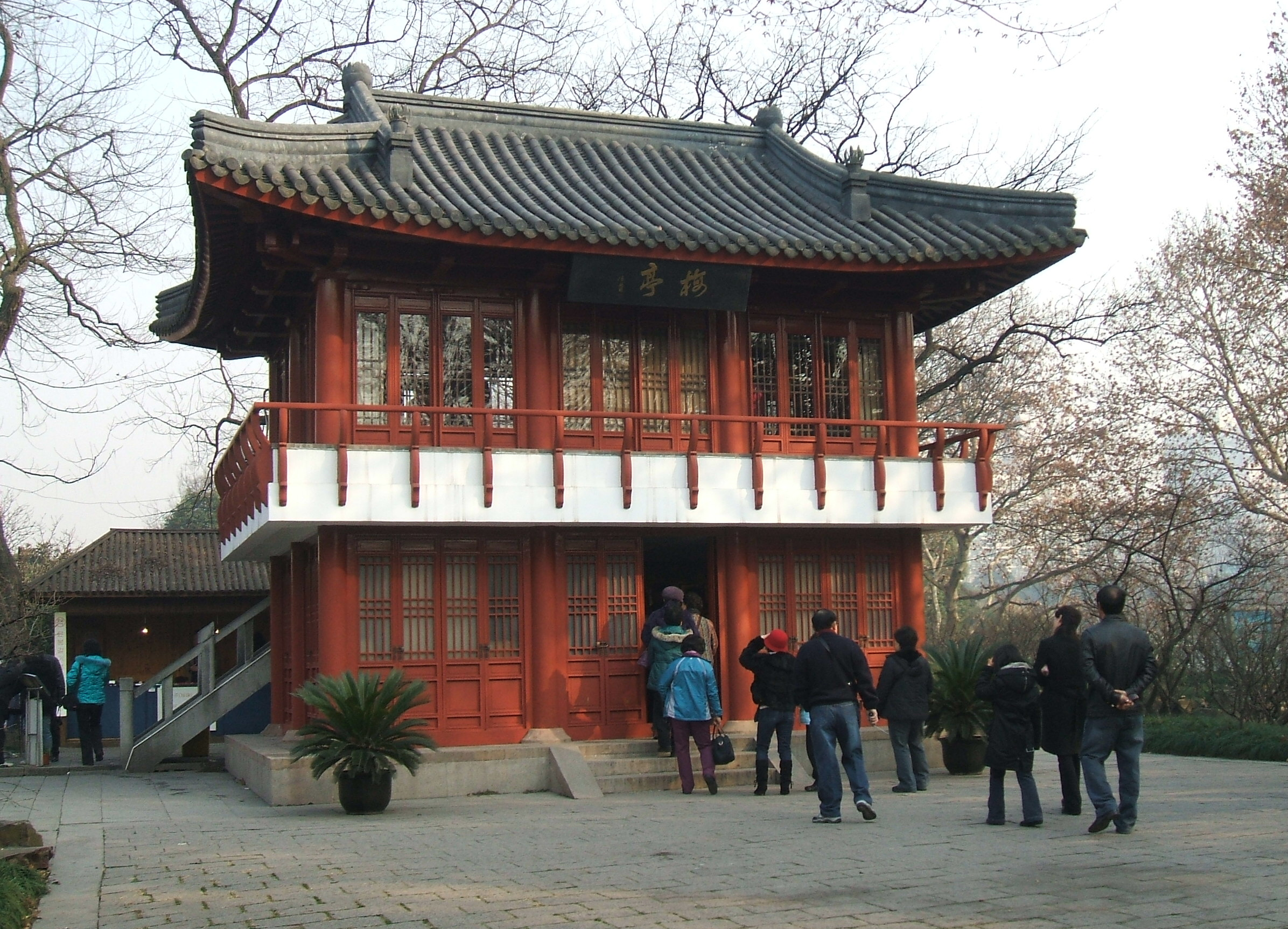
Yun-Bong-gil-Gedenkstätte

Das Gelände wurde 1896 zunächst als Schießplatz, damals außerhalb der Stadtgrenze liegend, erschlossen. Im Jahr 1905 wurde zusätzlich ein Sportpark ergänzt, bis 1909 kamen weitere Freizeiteinrichtungen hinzu. Der Park wurde im Stil der englischen Parkanlagen erweitert, und 1922 als „Hongkou-Park“ benannt.
Am 29. April 1932 ereignete sich der Hongkou-Park-Bombenanschlag. Während einer Feier anlässlich des Geburtstages von Kaiser Hirohito zündete der koreanische Nationalist Yun Bong-gil eine Bombe im Park und tötete oder verletzte mehrere hochrangige Persönlichkeiten des kaiserlich japanischen Militärs. 2003 wurde, unterstützt von der chinesischen und koreanischen Regierung, im Park eine Gedenkstätte für das Attentat eröffnet.
Nach dem Abzug der japanischen Truppen 1945 wurde der Park in „Zhongzheng Park“ umbenannt, 1950 bekam er seinen alten Namen „Hongkou-Park“ zurück.
1988 wurde der Park nach dem chinesischen Schriftsteller Lu Xun benannt, der in den letzten Jahren seines Lebens in der Nähe lebte und im Park begraben ist.